# Lijst van Japanse ambassadeurs in België
Dit is een lijst van Japanse diplomatieke vertegenwoordigers in België sinds 1873.
| Benoeming                                 | Naam (voornaam + familienaam)         | Rōmaji / kanji                        | Rang                                                                                    |
| ----------------------------------------- | ------------------------------------- | ------------------------------------- | --------------------------------------------------------------------------------------- |
| 30 september 1873                         | Sakimitsu Yanagihara                  | Yanagihara Sakimitsu 柳原前光         | zaakgelastigde, residerend in Nederland                                                 |
| 6 februari 1878                           | Naonobu Sameshima                     | Sameshima Naonobu 鮫島尚信            | buitengewoon gezant en gevolmachtigd minister, residerend in Frankrijk                  |
| 8 juli 1880                               | Morioshi Nagaoka                      | Nagaoka Morioshi 長岡護美             | buitengewoon gezant en gevolmachtigd minister, residerend in Nederland                  |
| 31 maart 1883                             | Moriaki Hachisuka                     | Hachisuka Moriaki 蜂須賀茂韶          | buitengewoon gezant en gevolmachtigd minister, residerend in Frankrijk                  |
| 28 juni 1887                              | Kinmochi Saionji                      | Saionji Kinmochi 西園寺公望           | buitengewoon gezant en gevolmachtigd minister, residerend in Duitsland                  |
| 1 maart 1891                              | Shūzō Aoki                            | Aoki Shūzō 青木周蔵                   | buitengewoon gezant en gevolmachtigd minister, residerend in Duitsland                  |
| 19 mei 1898                               | Katsunosuke Inoue                     | Inoue Katsunosuke 井上勝之助          | buitengewoon gezant en gevolmachtigd minister, residerend in Duitsland                  |
| 5 december 1898                           | Ichirō Motono                         | Motono Ichirō 本野一郎                | buitengewoon gezant en gevolmachtigd minister                                           |
| 5 oktober 1901                            | Shōsaku Matsukata                     | Matsukata Shōsaku 松方正作            | zaakgelastigde ad interim                                                               |
| 4 juli 1902                               | Tadatsune Katō                        | Katō Tadatsune 加藤忠恒               | buitengewoon gezant en gevolmachtigd minister                                           |
| 27 oktober 1906                           | Fujitarō Ōshima                       | Ōshima Fujitarō 大島富士太郎          | zaakgelastigde ad interim                                                               |
| 14 juni 1907                              | Satsuo Akizuki                        | Akizuki Satsuo 秋月左都夫             | buitengewoon gezant en gevolmachtigd minister                                           |
| 5 september 1909                          | Michikazu Matsuda                     | Matsuda Michikazu 松田道一            | zaakgelastigde ad interim                                                               |
| 1 april 1910                              | Keijirō Nabeshima                     | Nabeshima Keijirō 鍋島桂次郎          | buitengewoon gezant en gevolmachtigd minister                                           |
| 21 december 1913                          | Rokurō Moroi                          | Moroi Rokurō 諸井六郎                 | zaakgelastigde ad interim                                                               |
| 27 april 1914                             | Chiyuki Yamanaka                      | Yamanaka Chiyuki 山中千之             | zaakgelastigde ad interim                                                               |
| 24 oktober 1915 31 mei 1921               | Mineichirō Adachi Idem                | Adachi Mineichirō 安達峰一郎 Idem     | buitengewoon gezant en gevolmachtigd minister buitengewoon en gevolmachtigd ambassadeur |
| 13 februari 1928                          | Tadashi Kurihara                      | Kurihara Tadashi 栗原正               | zaakgelastigde ad interim                                                               |
| 23 augustus 1928                          | Shōzō Nagai                           | Nagai Shōzō 永井松三                  | buitengewoon en gevolmachtigd ambassadeur                                               |
| 17 november 1930                          | Hitoshi Ashida                        | Ashida Hitoshi 芦田均                 | zaakgelastigde ad interim                                                               |
| 16 maart 1931                             | Naotake Satō                          | Satō Naotake 佐藤尚武                 | buitengewoon en gevolmachtigd ambassadeur                                               |
| 20 december 1933                          | Shōjirō Ōtaka                         | Ōtaka Shōjirō 大鷹正次郎              | zaakgelastigde ad interim                                                               |
| 19 februari 1934                          | Hachirō Arita                         | Arita Hachirō 有田八郎                | buitengewoon en gevolmachtigd ambassadeur                                               |
| 4 december 1935                           | Motoichirō Ōmori                      | Ōmori Motoichirō 大森元一郎           | zaakgelastigde ad interim                                                               |
| 24 juni 1936                              | Saburō Kurusu                         | Kurusu Saburō 来栖三郎                | buitengewoon en gevolmachtigd ambassadeur                                               |
| 2 december 1939                           | Kikuo Kobayashi                       | Kobayashi Kikuo 小林亀久雄            | zaakgelastigde ad interim                                                               |
| 9 december 1939                           | Shigeru Kuriyama                      | Kuriyama Shigeru 栗山茂               | buitengewoon en gevolmachtigd ambassadeur                                               |
| 3 mei 1940                                | Kikuo Kobayashi                       | Kobayashi Kikuo 小林亀久雄            | zaakgelastigde ad interim                                                               |
| 20 juli 1940                              | Noboru Kadowaki                       | Kadowaki Noboru 角脇昇                | zaakwaarnemer                                                                           |
| 18 december 1941                          | opschorting diplomatieke betrekkingen | opschorting diplomatieke betrekkingen | opschorting diplomatieke betrekkingen                                                   |
| 22 juni 1943                              | terugtrekking diplomatiek personeel   | terugtrekking diplomatiek personeel   | terugtrekking diplomatiek personeel                                                     |
| 22 februari 1951 28 april 1952 3 mei 1952 | Tōru Yosano Idem                      | Yosano Tōru 与謝野秀 Idem             | gezant zaakgelastigde ad interim buitengewoon gezant en gevolmachtigd minister          |
| 25 augustus 1952                          | Shōji Arakawa                         | Arakawa Shōji 荒川昌二                | buitengewoon en gevolmachtigd ambassadeur                                               |
| 14 februari 1955                          | Yoshimori Yamazu                      | Yamazu Yoshimori 山津善衛             | zaakgelastigde ad interim                                                               |
| 8 april 1955                              | Ryūji Takeuchi                        | Takeuchi Ryūji 武内龍次               | buitengewoon en gevolmachtigd ambassadeur                                               |
| 8 april 1957                              | Yasuo Yano                            | Yano Yasuo 矢野泰男                   | zaakgelastigde ad interim                                                               |
| 24 juli 1957                              | Eiji Wajima                           | Wajima Eiji 倭島英二                  | buitengewoon en gevolmachtigd ambassadeur                                               |
| 8 december 1960                           | Yoshihiro Nakayama                    | Nakayama Yoshihiro 中山賀博           | zaakgelastigde ad interim                                                               |
| 16 januari 1961                           | Takezō Shimoda                        | Shimoda Takezō 下田武三               | buitengewoon en gevolmachtigd ambassadeur                                               |
| 29 november 1963                          | Katsuichi Ikawa                       | Ikawa Katsuichi 井川克一              | zaakgelastigde ad interim                                                               |
| 10 december 1963                          | Morio Yukawa                          | Yukawa Morio 湯川盛夫                 | buitengewoon en gevolmachtigd ambassadeur                                               |
| 5 mei 1968                                | Tsuyoshi Hirahara                     | Hirahara Tsuyoshi 平原毅              | zaakgelastigde ad interim                                                               |
| 6 november 1968                           | Ken'ichi Otabe                        | Otabe Ken'ichi 小田部謙一             | buitengewoon en gevolmachtigd ambassadeur                                               |
| 27 januari 1971                           | Kenkichi Yasuda                       | Yasuda Kenkichi 安田謙吉              | zaakgelastigde ad interim                                                               |
| 23 februari 1971                          | Isao Abe                              | Abe Isao 安部勲                       | buitengewoon en gevolmachtigd ambassadeur                                               |
| 6 februari 1976                           | Hiroshi Ōtaka                         | Ōtaka Hiroshi 大鷹弘                  | zaakgelastigde ad interim                                                               |
| 12 maart 1976                             | Masahiro Nishihori                    | Nishihori Masahiro 西堀正弘           | buitengewoon en gevolmachtigd ambassadeur                                               |
| 12 januari 1979                           | Masami Tanida                         | Tanida Masami 谷田正躬                | zaakgelastigde ad interim                                                               |
| 25 maart 1979 19 mei 1983                 | Shigeru Tokuhisa Idem                 | Tokuhisa Shigeru 徳久茂 Idem          | buitengewoon en gevolmachtigd ambassadeur zaakgelastigde ad interim                     |
| 3 juni 1983 15 maart 1987                 | Shizuhiko Yamamoto Idem               | Yamamoto Shizuhiko 山本鎮彦 Idem      | buitengewoon en gevolmachtigd ambassadeur zaakgelastigde ad interim                     |
| 26 maart 1987                             | Yoshiya Katō                          | Katō Yoshiya 加藤吉彌                 | buitengewoon en gevolmachtigd ambassadeur                                               |
| 1 maart 1990                              | Atsuhiko Yatabe                       | Yatabe Atsuhiko 矢田部厚彦            | buitengewoon en gevolmachtigd ambassadeur                                               |
| 9 juli 1992                               | Junpei Katō                           | Katō Junpei 加藤淳平                  | buitengewoon en gevolmachtigd ambassadeur                                               |
| 28 april 1994                             | Jun'ichi Nakamura                     | Nakamura Jun'ichi 中村順一            | buitengewoon en gevolmachtigd ambassadeur                                               |
| 16 juli 1997                              | Nagao Hyōdō                           | Hyōdō Nagao 兵藤長雄                  | buitengewoon en gevolmachtigd ambassadeur                                               |
| 31 mei 2000                               | Shun'ichi Satō                        | Satō Shun'ichi 佐藤俊一               | buitengewoon en gevolmachtigd ambassadeur                                               |
| 3 december 2003                           | Shōhei Naitō                          | Naitō Shōhei 内藤昌平                 | buitengewoon en gevolmachtigd ambassadeur                                               |
| 12 december 2006                          | Azusa Hayashi                         | Hayashi Azusa 林梓                    | buitengewoon en gevolmachtigd ambassadeur                                               |
| 14 juli 2009                              | Jun Yokota                            | Yokota Jun 横田淳                     | buitengewoon en gevolmachtigd ambassadeur                                               |
| 22 november 2012                          | Mitsuo Sakaba                         | Sakaba Mitsuo 坂場三男                | buitengewoon en gevolmachtigd ambassadeur                                               |
| 21 oktober 2014                           | Masafumi Ishii                        | Ishii Masafumi 石井正文               | buitengewoon en gevolmachtigd ambassadeur                                               |